# Henri Rots

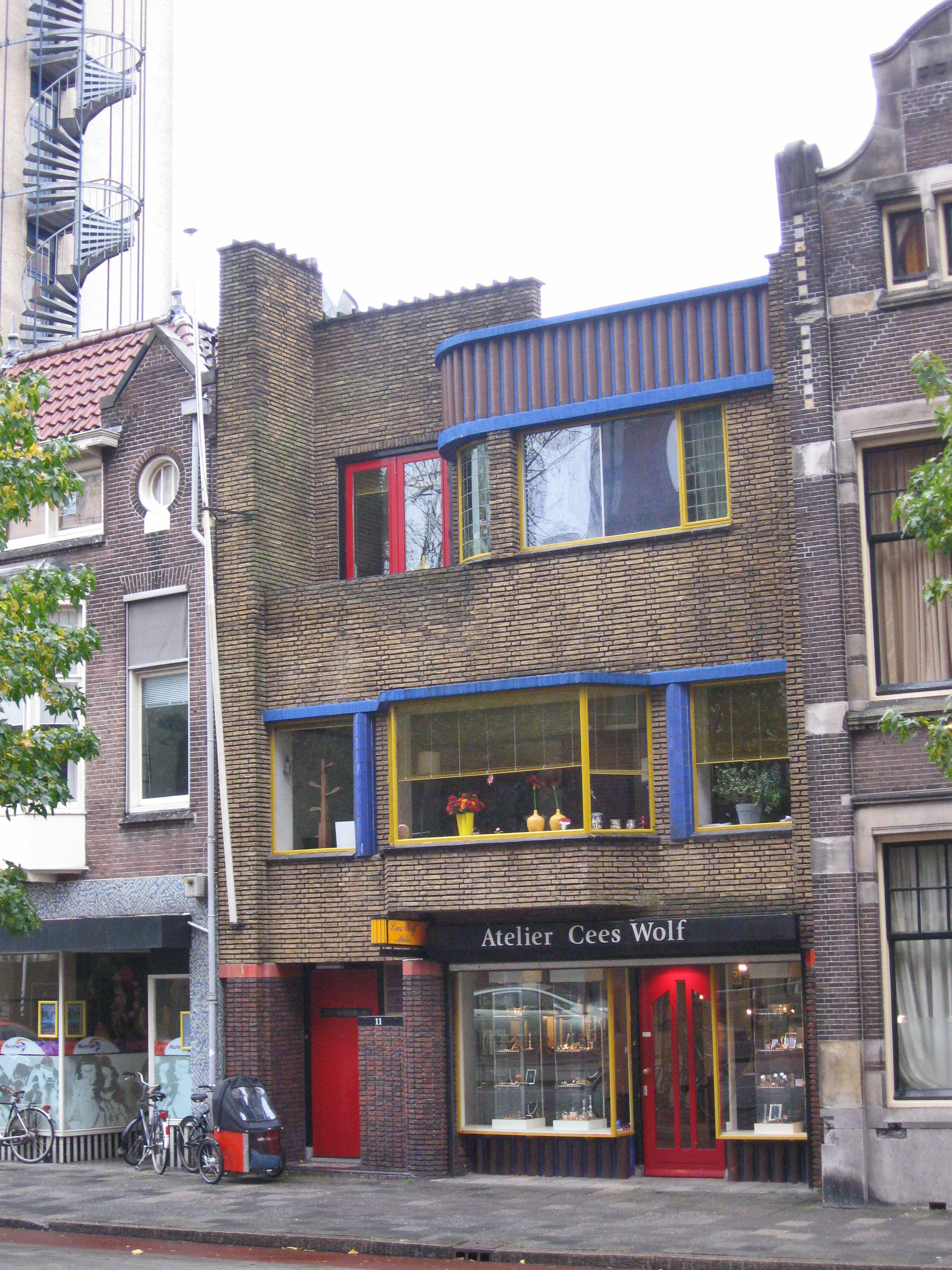
Winkel aan de Westerhaven in Groningen, met de bovenwoning die door Rots zelf bewoond werd (2010)

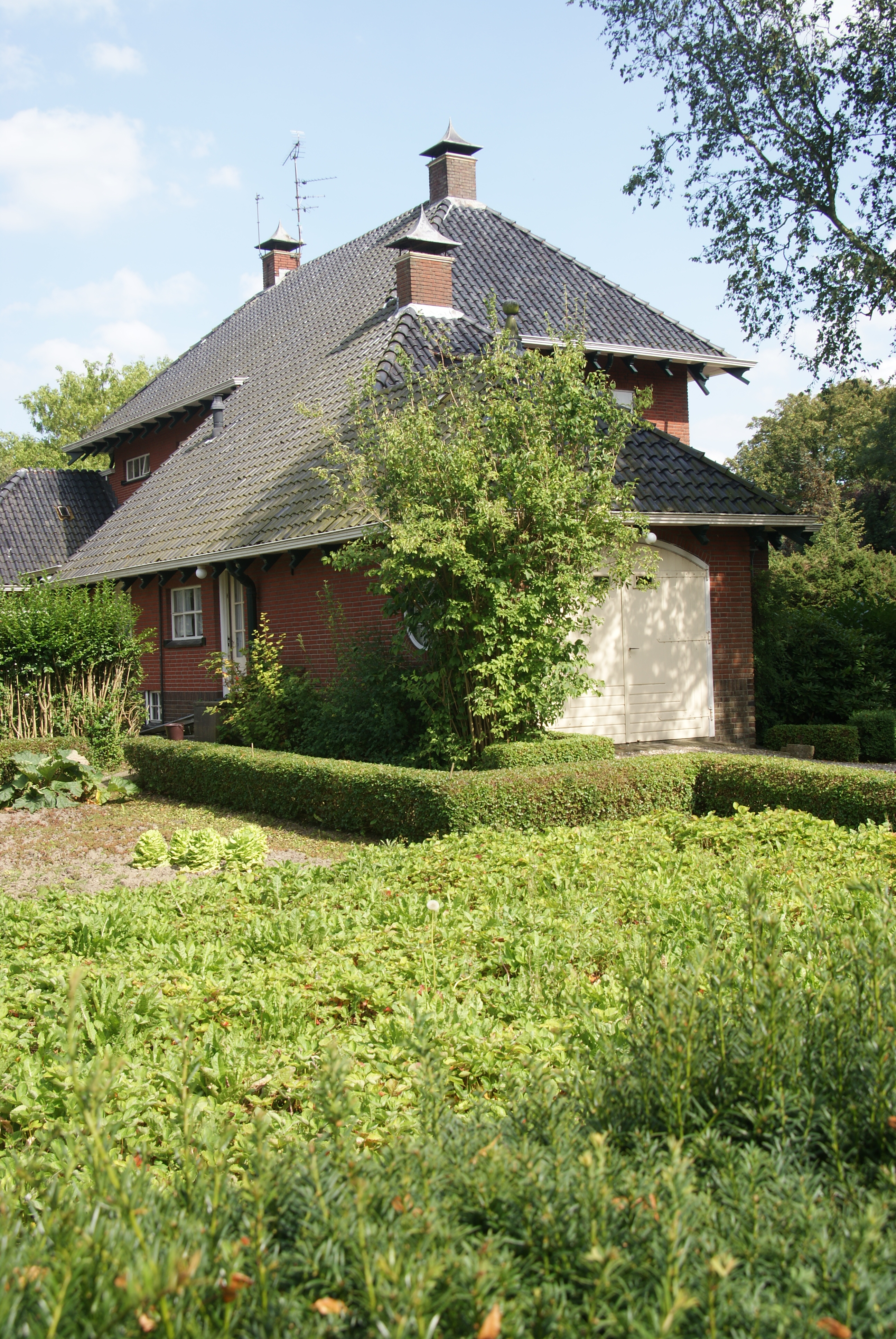
Rentenierswoning, Loppersum (2011)

Henri Rots (Aalten, 2 juni 1898 - Westerbork, 28 oktober 1944), onder vakgenoten ook wel H. Rots genoemd, was een Nederlandse architect en verzetsstrijder tijdens de Tweede Wereldoorlog.

## Leven en werk
Als architect was Rots vooral werkzaam in de provincie Groningen. In zijn woonplaats Groningen ontwierp hij een groot aantal winkelpuien, waaronder de gevel van een banketbakkerij aan het Akerkhof. Enkele van zijn werken zijn aangewezen als rijksmonument.

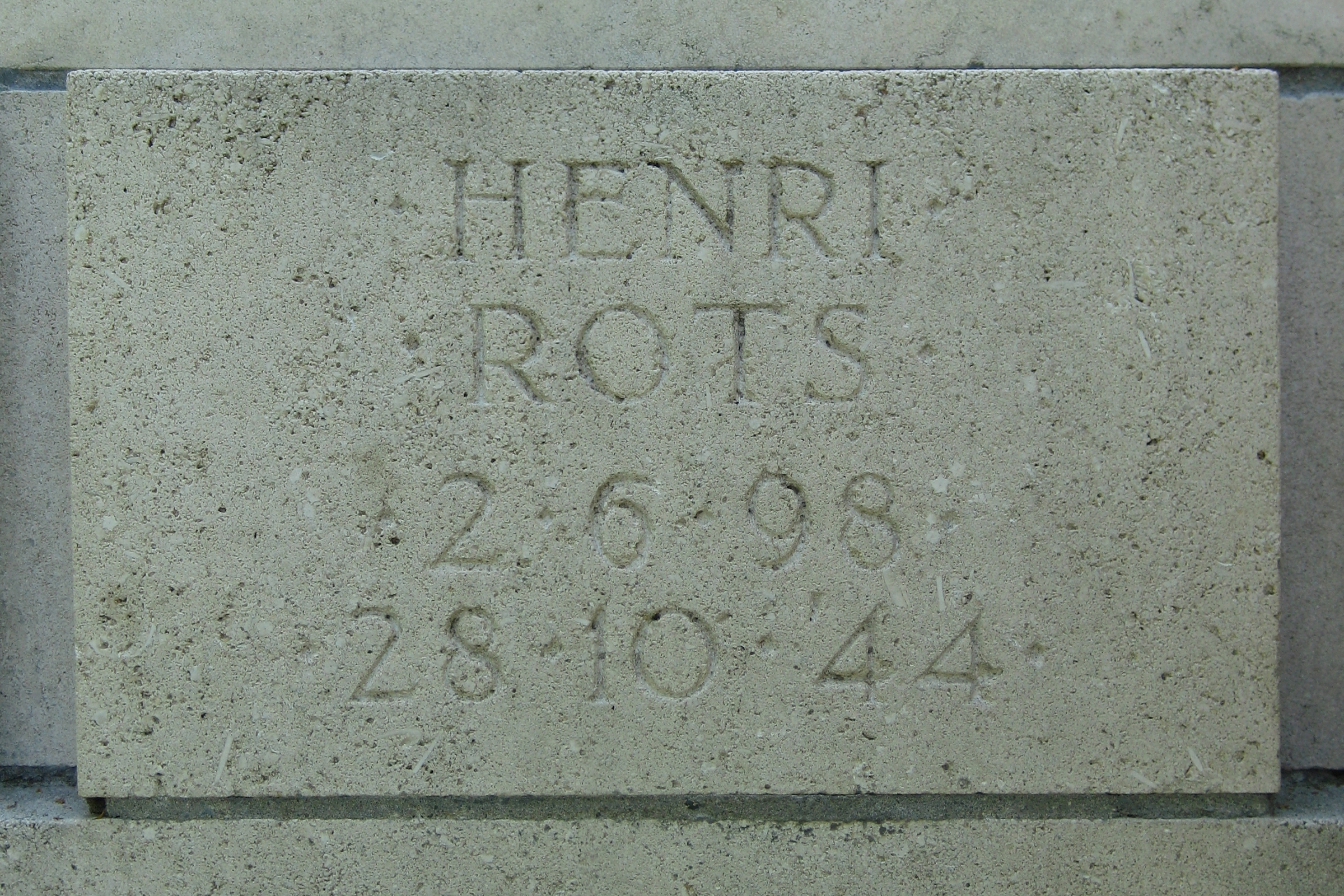
Gedenkplaat voor Henri Rots op het Oorlogsmonument Esserveld in Groningen (2010)

Tijdens de Tweede Wereldoorlog werd Rots' woning aan de Westerhaven in Groningen gebruikt door het verzet. Hij werd bij een overval gearresteerd en in het najaar van 1944 in Kamp Westerbork gefusilleerd, samen met enkele andere door de SD aangewezen Todeskandidaten, waaronder de NSF-voorman Iman van den Bosch (1891-1944). Bij hun executie waren onder anderen de uit Haarlem afkomstige broers en oorlogsmisdadigers Pieter (1920-1948) en Klaas-Carel Faber (1922) betrokken. Rots' stoffelijk overschot werd verbrand in het crematorium van het kamp. Zijn naam wordt vermeld op een gedenksteen op het in 1946 onthulde Oorlogsmonument Esserveld in Groningen.

## Werken (selectie)
- 1930: Winkelpui aan het Akerkhof, Groningen[4][5]
- 1930: Huizenblok in de Korrewegwijk, Groningen[6]
- 1932: Winkel met (door Rots zelf bewoonde) bovenwoning aan de Westerhaven, Groningen[1][2]
- 1937: Rentenierswoning met aangebouwde garage aan de Molenweg, Loppersum[3]